# Seliwanow-Probe

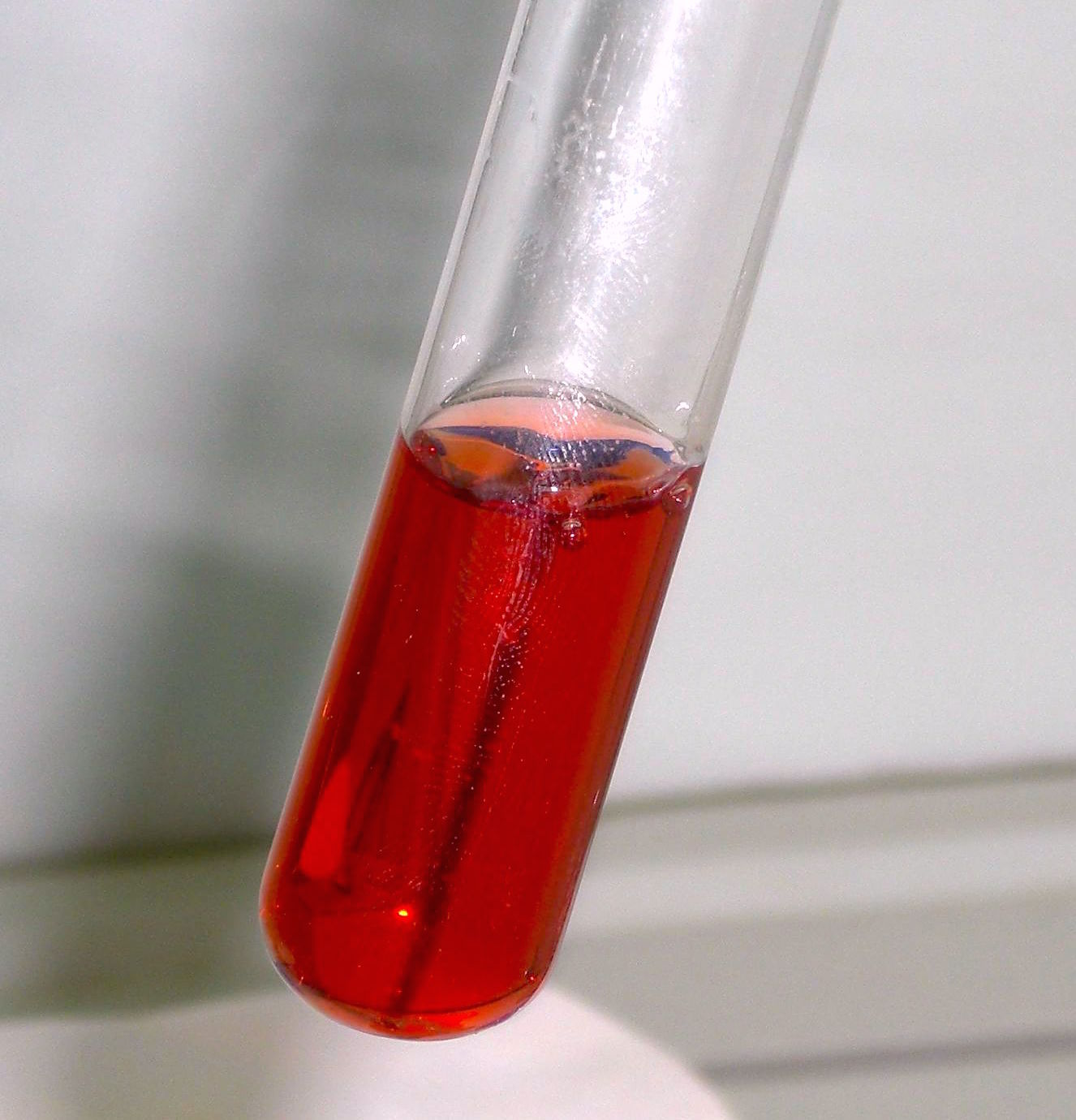
Positive Seliwanow-Probe

Die Seliwanow-Probe (andere Schreibweisen: Seliwanoff, Selivanov, da der 3. Buchstabe des kyrillischen Alphabets „в“ mit ff, v oder w transkribiert werden kann, Originalschreibweise: Селиванов) oder auch Resorcin-Probe, nach Theodor Seliwanoff (1859–1938) benannt, ist ein nasschemischer Nachweis, mit dem Kohlenhydrate in Ketosen oder Aldosen unterschieden werden können.

## Durchführung und Reaktion
Zunächst wird eine Fructoselösung mit konzentrierter Salzsäure erhitzt. Dadurch entsteht das 5-Hydroxymethylfurfural. Dieses reagiert dann mit einer ethanolischen Lösung von Resorcin bzw. Ethylresorcin (4-Ethylresorcinol) zu einem roten Niederschlag. Zu Unterrichtszwecken sollte aufgrund der geringeren Gefährdungseinstufung Ethylresorcin verwendet werden.
Ketosen spalten unter diesen Bedingungen schnell Wasser ab. Ketohexosen, d. h. Monosaccharide mit sechs C-Atomen und einer Ketogruppe, z. B. Fructose, bilden dabei 5-Hydroxymethylfurfural, das mit  (Ethyl-)Resorcin und einem Oxidationsmittel, z. B.  Luftsauerstoff, zu einem rötlichen Farbstoff reagiert.
Außer Fructose können auch deren Derivate nachgewiesen werden, z. B. Saccharose, Raffinose, Lactulose, Maltulose.
Aldosen dagegen, d. h. Monosaccharide mit einer Aldehydgruppe, z. B. Glucose, gehen diese Reaktion nicht oder nach längerem Erhitzen nur sehr langsam ein.